# Körperhomomorphismus
In der Mathematik, insbesondere in der Algebra, ist ein Körperhomomorphismus eine  strukturerhaltende Abbildung zwischen so genannten Körpern.

## Definition
Seien {\displaystyle (K;+_{K};*_{K})} und {\displaystyle (L;+_{L};*_{L})} zwei Körper.
- Eine Funktion {\displaystyle f\colon K\to L} heißt Körperhomomorphismus, falls sie folgende Axiome erfüllt:

1. {\displaystyle f(0_{K})=0_{L}} sowie {\displaystyle f(1_{K})=1_{L}}
2. {\displaystyle \forall a;b\in K\colon f(a+_{K}b)=f(a)+_{L}f(b)}
3. {\displaystyle \forall a;b\in K\colon f(a*_{K}b)=f(a)*_{L}f(b)}

Es ist daher unerheblich, ob Elemente zunächst in {\displaystyle K} verknüpft werden und das Ergebnis anschließend durch einen Homomorphismus abgebildet wird, oder ob die Verknüpfung der entsprechenden Funktionswerte erst in {\displaystyle L} geschieht.
- Ein bijektiver Körperhomomorphismus heißt Körperisomorphismus.

Körper, zwischen denen ein Isomorphismus existiert, in Zeichen {\displaystyle K\cong L}, sind aus Sicht der (abstrakten) Algebra ununterscheidbar.
- Ein Körperisomorphismus {\displaystyle f\colon K\to K} eines Körpers in sich selbst heißt Körperautomorphismus.

In der Galois-Theorie beschäftigt man sich speziell mit Körperautomorphismen, die einen gegebenen Unterkörper invariant lassen.

## Eigenschaften
- Jeder Körper ist insbesondere ein Ring mit Eins. Entsprechend ist ein Körperhomomorphismus {\displaystyle f\colon K\to L} lediglich ein Ringhomomorphismus, für den zusätzlich gefordert wird, dass {\displaystyle f(1)=1} gilt. Insbesondere induziert {\displaystyle f} sowohl einen Gruppenhomomorphismus {\displaystyle f\colon (K,+)\to (L,+)} der additiven Gruppen als auch einen Gruppenhomomorphismus {\displaystyle f\colon (K\setminus \{0\},\cdot )\to (L\setminus \{0\},\cdot )} der multiplikativen Gruppen.
- Ein Körperhomomorphismus {\displaystyle f\colon K\to L} ist immer injektiv: Da der Kern eines Ringhomomorphismus ein Ideal ist, aber der Körper {\displaystyle K} nur die trivialen Ideale {\displaystyle \{0\}} und {\displaystyle K} besitzt, muss wegen {\displaystyle f(1)\neq 0} somit {\displaystyle \ker f=\{0\}} gelten. Daher ist {\displaystyle f} injektiv.
- Ein Körperautomorphismus {\displaystyle f\colon K\to K} lässt stets zumindest den Primkörper von {\displaystyle K} invariant.

## Beispiele
- Die komplexe Konjugation ist ein Körperautomorphismus des Körpers {\displaystyle \mathbb {C} } der komplexen Zahlen, der den Unterkörper {\displaystyle \mathbb {R} } der reellen Zahlen invariant lässt.
- Für einen Körper, dessen Charakteristik {\displaystyle p} eine Primzahl ist, ist der Frobenius-Homomorphismus {\displaystyle x\mapsto x^{p}} ein Körperendomorphismus, der einen zu {\displaystyle \mathbb {F} _{p}} isomorphen Unterkörper fest lässt. Ist der Körper endlich, so ist diese Abbildung sogar ein Körperautomorphismus.
- Primkörper, zum Beispiel {\displaystyle \mathbb {F} _{p}}, haben mit Ausnahme der Identitätsabbildung keine Körperautomorphismen.